# Tommy O'Donnell
Pour les articles homonymes, voir O'Donnell.

a Compétitions nationales et continentales officielles uniquement.

b Matchs officiels uniquement.
Dernière mise à jour le 5 juillet 2023.
Tommy O'Donnell, né le 21 mai 1987 à Cahir, est un joueur de rugby à XV international irlandais. Il évolue au poste de troisième ligne aile.

## Biographie
Évoluant avec la franchise du Munster, il dispute sa première rencontre internationale en juin 2013 face aux États-Unis. Après une première titularisation contre le Canada lors de cette tournée nord-américaine, rencontre où il inscrit un essai, il dispute son premier match du Tournoi des Six Nations l'année suivante, face à l'Écosse. Il dispute le match suivant contre les Gallois. Il dispute deux nouvelles rencontres internationales durant cette année 2014, en novembre face aux Springboks puis la Géorgie.
Lors de l'édition 2015 du Tournoi, il est titulaire face à l'Italie, inscrivant son deuxième essai.  Présent dans le groupe de joueurs préparant la coupe du monde 2015, il se blesse, dislocation de la hanche, lors du match face au pays de Galles, ce qui le prive de coupe du monde.
En fin de saison 2020-2021, il annonce prendre sa retraite de rugbyman professionnel.

## Statistiques en équipe nationale
Tommy O'Donnell compte treize sélections dont sept en tant que titulaire, depuis sa première sélection le 7 juin 2013 à Houston face à l'équipe des États-Unis jusqu'à son ultime match contre l'Italie le 10 août 2019. Il inscrit dix points, deux essais.
Il participe à trois éditions du Tournoi des Six Nations, en 2014, 2015 et 2016. Il dispute sept rencontres et inscrit un essai.